# 少年小樹之歌
《少年小樹之歌》（The Education of Little Tree），是艾薩·卡特化名佛瑞斯特·卡特（Forrest Carter）所創作的一部回憶錄式小說。該作品描繪了主角幼時與祖父母在1930年代前後於美國東部的生活故事，並藉之深刻闡述人類與大自然之間的互動關係。本書出版時曾標榜是作者親身經歷，但卡特死後，作者的真實身分被人揭露，因而被證明這是誇大不實的宣傳。
該作品曾在1997年被改編翻拍為電影。